# Айленд-ризорт
Айленд-ризорт (англ. Island Resort Tower 1-2, кит. 藍灣半島) — высотный жилой комплекс, расположенный в Гонконге, в округе Истерн, в районе Сиусайвань. Состоит из четырёх 60-этажных башен (высотой 202 м каждая), двух подземных этажей, автобусной станции, паркинга, торговых помещений (Island Resort Mall), ресторанов и бассейнов. Построен в 2001 году в стиле постмодернизма. Земля под комплекс была продана властями в 1997 году на пике рынка недвижимости за более чем 1,5 млрд долларов США (это был последний участок, проданный британскими властями перед передачей Гонконга Китаю). Всего компания Sino Group инвестировала в этот проект почти 2,6 млрд долларов США.
|                |                    |            |
| Торговый центр | Автобусная станция | Эскалаторы |